# Ectropotheciella
Ectropotheciella är ett släkte av bladmossor. Ectropotheciella ingår i familjen Hypnaceae.
Kladogram enligt Catalogue of Life:
| Ectropotheciella | \| \| Ectropotheciella decrescens \| \| \| \| \| \| Ectropotheciella distichophylla \| \| \| \| |
|                  | \| \| Ectropotheciella decrescens \| \| \| \| \| \| Ectropotheciella distichophylla \| \| \| \| |
|                  | Ectropotheciella decrescens                                                                     |
|                  |                                                                                                 |
|                  | Ectropotheciella distichophylla                                                                 |
|                  |                                                                                                 |